# Sökö, Esbo stad
Sökö (sö:k-) (finska: Soukka) är en stadsdel i Esbo stad och hör administrativt till Stor-Esbovikens storområde. 
Det finns tecken på mänsklig aktivitet i Sökö från bronsåldern. Sökö nämns i skriftliga källor för första gången år 1540 som Soijckoby, senare Souckis (1544), Sowckeby (1546), Sowckö (1592), Söuckåå. Namnet kan vara av finskt ursprung från adjektivet soukka - smal, vilket hänvisar till det smala sundet i Sökö. Det officiella finska namnet på stadsdelen, Soukka, stadfästes av Lantmäteristyrelsen år 1965.
På 1860-talet bodde det 60 personer i Sökö by, främst sysselsatta på gårdarna Övergård och Nedergård. I slutet av 1800-talet uppstod det industrier i området, bland annat tegelbruk, och i södra änden av området uppstod Sökö Småskola, en enlärarskola med folkskoleklasserna 1 och 2, som också betjänade barnen till befolkningen på Sommaröarna utanför. På holmen Mataskär i sydost grundades Mataskär folkskola, som sedermera blev församlingsgård, och där det på 1990-talet byggdes Mataskär kapell. Det fanns också ett snickarsamhälle på holmen Staffans vid västra Sökö i början av 1900-talet. På vintern transporterades de nya möblerna på släde över isen till Helsingfors. Senare övergick snickarna på holmen mer till småbåtsvarvsverksamhet. På 1960- och 1970-talet byggdes det stora höghusområden i Sökö med ett köpcentrum som hade bland annat flera banker och dagligvaruaffärer, men som i dag hyser en affär och sju pubar, efter att de större köpcentren i Esboviken och Finno har sugit till sig alla kunder.  Förortsbebyggelsen drog med sig bygget av finskspråkig grundskola och gymnasium. På 1990-talet byggdes Sökövikens svenskspråkiga högstadium. 
Delområden i Sökö är Sökö udd och Sökö sund.

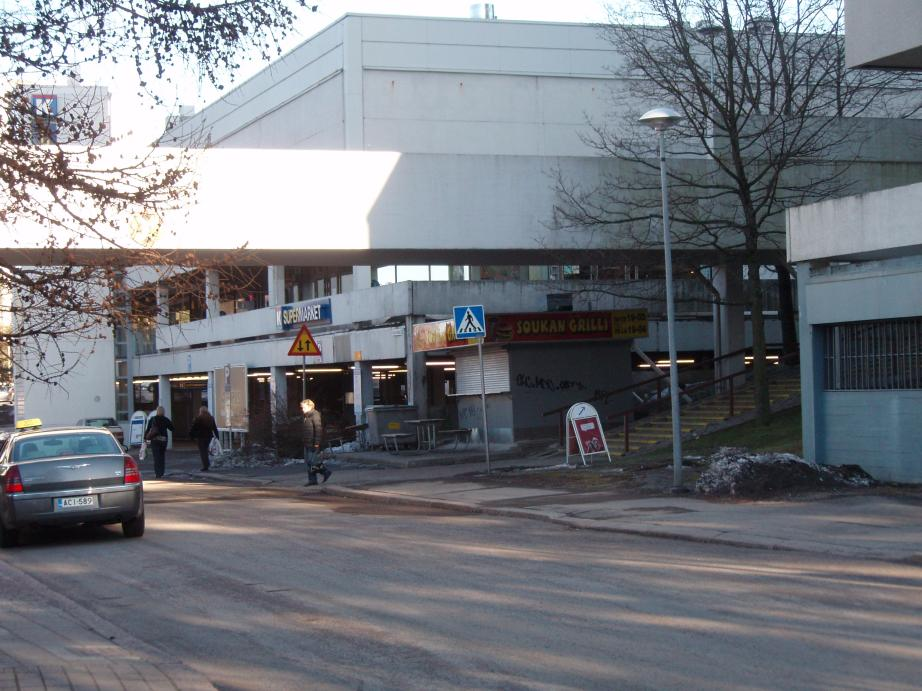
Sökö köpcentrum

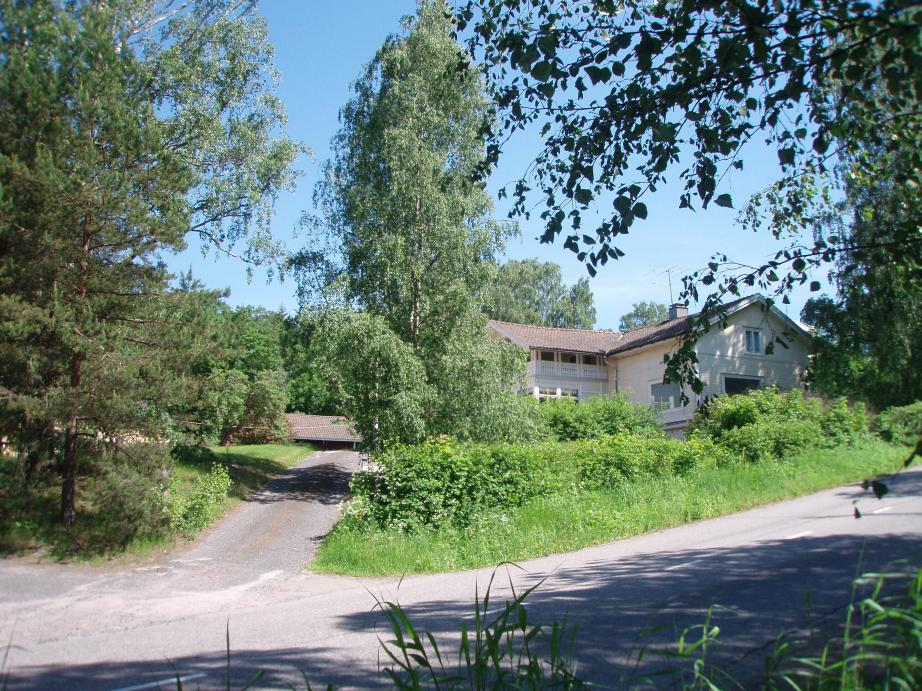
Sökö Övergård 2007